# Борислав Ясенов
Борислав Ясенов е български флейтист-солист, композитор и педагог.

## Биография
Борислав Ясенов завършва Средно музикално училище „Добрин Петков“ (по настоящем НУМТИ) и Академия за музикално, танцово и изобразително изкуство – Пловдив в класа по флейта на доц. Кирил Грозданов. Прави две специализации: Инструментално изкуство – флейта при проф. Лидия Ошавкова; Поп и джаз – флейта при проф. Симеон Щерев в Национална музикална академия „Проф. Панчо Владигеров“ – София, където придобива и докторска степен с дисертационен труд на тема: „За някои аспекти на флейтовото изпълнителско изкуство при Барока и джаза“.
Флейтистът развива активна концертна дейност в областта на класическата музика и джаза. Солист е на симфонични и камерни оркестри в изпълнение на концерти за флейта и оркестър от Ж. Ибер, К. Райнеке, В. А. Моцарт, Фр. Девиен, К. Ф. Е. Бах, А. Вивалди и др. Гост-солист е на емблематични джаз формации, участва в различни камерни ансамбли. Свири с именити музиканти и в двете сфери. Концертира и реализира майсторски класове в България, Германия, Италия, Румъния, Гърция, Северна Македония и Турция.
Концертира многократно на редица фестивали на изкуствата и джаз фестивали у нас и в чужбина.
С класическа музика: Международен фестивал „Есенни музикални фестивали“ (Скопие), Международен фестивал „Joaquin Rodrigo“, Празнични дни на изкуствата „Пролет в Стария град“ (Пловдив), Музикални празници „Петко Стайнов“ и „Чудомирови празници“ (Казанлък), „Нова българска музика“ (София) и др. 
Тематични концерти представени у нас и в чужбина с изключителен успех: „Флейтови протуберанси“ (2019), „Из флейтовата музика на Германия“ и „Латиноамерикански нюанси“ (2018), „Духът на флейтата“ (2017), „Френска фантазия“ (2016), „Контрасти“, съвременна българска музика (2015), „Универсално и национално в бароковата музика“ и „Барок и джаз“ (2013), „Флейтата в творчеството на Йохан Себастиан Бах“ (2012) и др.
Изпълнява премиерно произведения за флейта, някои от които специално написани за него: Капричио за флейта и пиано от Йордан Дафов, Соната за флейта и пиано от Лукас Харамильо, Соната за флейта и пиано от Светослав Карагенов, посветена на дуото Б. Ясенов и В. Карагенова и др.
Джазовата си кариера Борислав Ясенов започва през 1989 г., като създава първата си формация – „Хорус“ джаз квартет. От 1998 г. групата носи неговото име. Флейтистът реализира проекти на сцена, в звукозаписни студия, в БНТ и БНР. Пише музика и аранжименти за различни формации.
Има издадени четири авторски албума с концептуален джаз от Riva Sound Records Ltd.:
- „Мо, ди, лог“ – 1995 г.;
- „Лудият свят“ – 1998 г.;
- „Там, където...“ – 2004 г.;
- "Отново в играта" – 2024 г.

Негови композиции са включени в различни компилации – „Essential jazz from Bulgaria“ – CD (Милениум) – 2000 г. и сборни CD от джаз фестивали.
През 1996 г. участва в благотворителен концерт – „Милчо Левиев и приятели“, впоследствие издаден под надслов „Царска стъпка“ – CD.
През 2002 г.записва CD „Барок и съвремие“ с китарно дуо Вълчеви.
През 2006 г. участва в проект на американския джаз барабанист Джим Шепъроу, съвместно с легендарния саксофонист Орнет Колман.
Концертира многократно на редица джаз фестивали и фестивали на изкуствата в България и в чужбина.
- международни джаз фестивали – „Варненско лято“, Банско, „Пловдивски Jazz вечери“, Русе, Банкя, както и на „Frucade“ джаз фест – Казанлък, „Зимен джаз фест“ – Пловдив, Хасково и др.;
- фестивали на изкуствата – „Аполония“ (Созопол), „Бялата лястовица“ (Балчик), „Златната Диана“ (Ямбол) и др.

Артистичен директор е на „Frucade“ джаз-фест (Казанлък), „Зимен джаз-фест“ (Пловдив).
Участва в документалния филм за китариста-джазмен Огнян Видев „Дъждовен ден“ – реж. Андрей Чертов.
Проф. д-р Борислав Ясенов работи в Академия за музикално, танцово и изобразително изкуство „Проф. Асен Диамандиев“ – Пловдив, като преподавател по: Флейта – класическа, поп и джаз; Теория и импровизация, Поп и джаз формации и др.
Преподавателските му интереси са в областта на:
Стилистика и интерпретация на произведения за флейта в класическата музика (барокова, класическа, романтична, съвременна) и джаза. Импровизация и трактовка на звука. Методико-приложни аспекти при флейтовото изпълнителско изкуство.
Автор е на научни трудове и публикации.

## Книги
- „Флейтовото изкуство и култура от средата на ХVІІІ век до 30-те години на ХІХ век“ – монографичен труд, издателство „Астарта“ – Пловдив, 2017 г.
- „Джазови пиеси за флейта и формации“ – сборник с авторски произведения на Б. Ясенов, издателство „Астарта“ – Пловдив, 2016 г.

## Научни публикации
Годишник на АМТИИ „Проф. Асен Диамандиев“, Пловдив
- Еволюцията на "Flauto traverse” – 2012 г.
- Импровизацията от Барока към джаза – 2013 г.
- Мишел Блаве. Соната за флейта и цифрован бас опус 2 № 4, g moll „La Lumagne“ – 2015 г.
- Антонио Вивалди, Соната за флейта и цифрован бас, опус 13, № 6, RV 58, g moll – 2018 г.
- Кратък обзор на усъвършенстването на флейтата през XIX век – 2022 г.

Сборник „Пролетни научни четения“ на АМТИИ „Проф. Асен Диамандиев“, Пловдив
- Партита за флейта-соло a moll, BWV 1013 от Йохан Себастиан Бах /Опит за интерпретационен анализ/ – 2012 г.
- Модерният джаз и участието на флейтата в него – 2013 г.
- Трактовка на звука при флейтата – универсално и индивидуално в съвременната изпълнителска практика -2014 г.
- Интерпретация и изпълнителство. Художествено-интерпретационната природа на флейтовото изпълнителско изкуство – 2015 г.

Международна научна конференция „Наука, образование и иновации в областта на изкуството“ – АМТИИ „Проф. Асен Диамандиев“, Пловдив
- Джазът и танцовата музика – аспекти и анализи (През погледа на флейтиста) – 2017 г.
- Карл Райнеке, Концерт за флейта и оркестър, D dur, опус 283 – музикално-естетически и интерпретационен анализ – 2019 г.
- Фантазии за соло флейта № 2, а moll и № 3, h moll от Георг Ф. Телеман – музикално-естетически и интерпретационен анализ – 2021 г.